# Севастопольский 75-й пехотный полк
75-й пехотный Севастопольский полк — пехотная воинская часть Русской императорской армии.
Полковой праздник — 8 ноября.

## Формирование и кампании полка
- 17 апреля 1856 года — из Черноморских линейных батальонов № 6-го, 7-го, 8-го, 13-го и 15-го на Кавказе сформирован Севастопольский пехотный полк.
- 25 марта 1864 года — 75-й пехотный Севастопольский полк. Перед Первой мировой войной полк был передислоцирован из Ладыжина в Гайсин Подольской губернии.

## Гражданская война
В 1919 году в Вооруженных силах Юга России полк был восстановлен на основе кадра. Участвовал в боях, в Бредовском походе. В Польше интернирован в лагере Стшалково. Летом 1920 года переброшен в Крым, к Врангелю. Включен батальоном  в Корниловскую ударную дивизию.
Командир в Бредовском походе — полковник Силин, Георгий Николаевич.

## Знаки отличия
- Георгиевское полковое знамя с надписью: За отличие в войнах: с Персиею 1826, 1827 и 1828 и с Турциею 1828-29, за оборону крепости Баязета 20 и 21 Июня 1828 и за отличие в Турецкую войну 1877 и 1878 гг.. Первое отличие пожаловано 22 августа 1829 года 1-му батальону Нашебургского полка (в 1840 году — Черноморский линейный № 6 батальон), второе — 22 сентября 1830 года 2-му батальону 44-го егерского полка (в 1840 году — Черноморский линейный № 8 батальон).
- Серебряная труба с надписью: Нашебургского полка 1814 г. Августа 30 дня. В воздаяние отличных подвигов против Французских войск. Пожалована 30 августа 1814 года.
- Знаки на головные уборы с надписью: За отличие при покорении Западного Кавказа в 1864 году. Пожалованы во всех 4-х батальонах 20 июля 1865 года.
- Поход за военное отличие за русско-турецкую войну 1877-78 гг. Пожалованы во всех 4-х батальонах 13 октября 1878 года.
- «Марш 75-го Севастопольского пехотного полка», более известен как «Старинный колонный марш»[5][6] или «Колонный марш 14-го Грузинского пехотного полка»

## Командиры полка
- 04.08.1856 — 16.03.1857 — полковник Алексеев, Павел Васильевич
- 16.03.1857 — 09.10.1861 — полковник Лихутин, Михаил Доримедонтович
- 30.10.1861 — хх.12.1865 — полковник (с 02.01.1864 генерал-майор) Гейман, Василий Александрович
- 10.12.1865 — 10.12.1873 — полковник Авинов, Сергей Александрович
- 14.01.1874 — 31.01.1875 — полковник Шаликов, Михаил Яковлевич
- 22.12.1877 — 28.12.1886 — полковник Чавчавадзе, Иван Сульханович
- 04.01.1887 — 31.12.1892 — полковник Спокойский-Францевич, Евгений Степанович
- 04.01.1893 — 04.01.1899 — полковник Берг, Павлин Алексеевич
- 23.02.1899 — 14.12.1902 — полковник Вильсон, Николай Яковлевич
- 03.02.1903 — 12.11.1907 — полковник Абаканович, Павел Константинович
- 28.11.1907 — 05.03.1908 — полковник Карцов, Евгений Петрович
- 08.05.1908 — 27.09.1913 — полковник Койчев, Христо Нейкович
- 01.11.1913 — 15.07.1915 — полковник Неклюков, Борис Иванович
- 27.07.1915 — после 15.09.1917 — полковник (с 15.09.1917 генерал-майор) Григорьев, Фёдор Фёдорович

## Известные люди, служившие в полку
- Баранюк, Андрей Васильевич — прапорщик, полный Георгиевский кавалер.
- Заваров Валерий Иванович — подполковник, командир 3-го батальона.
- Линевич, Николай Петрович — генерал-адъютант, участник русско-турецкой войны 1877—1878.
- Матвеев, Николай Степанович — поручик, командир роты.
- Полтавец, Иван Вуколович — штабс-капитан, награждён Георгиевским оружием.
- Тарановский, Виктор Петрович — генерал-майор, герой Первой мировой войны, председатель полкового объединения в эмиграции.
- Туркул, Антон Васильевич.

## Другие части, носившие то же название
В 1777—1834 годах в Русской армии существовал Севастопольский мушкетёрский (с 1811 года Севастопольский пехотный) полк.